# Bernardo Fort Brescia
Bernardo Miguel Fort Brescia, FAIA (Lima, 19 de noviembre de 1951), es un arquitecto y empresario peruano.

## Biografía
Hijo de Paul Raymund Henry Fort y Rosa Brescia Cafferata, hermana de los empresarios Pedro Brescia Cafferata y Mario Brescia Cafferata. Es hermano del banquero Alex Fort Brescia.
Estudió en la Universidad de Princeton, Nueva Jersey, haciendo un Bachelor of Arts en Arquitectura y Planificación urbana, en 1973. En 1975, hizo una maestría en Arquitectura en la Universidad de Harvard, en la que después enseñaría.
En septiembre de 1976, se casó con la arquitecta Laurinda Hope Spear, con quien tiene seis hijos.
En 1977, fundó la reconocida firma Arquitectonica International Corporation, junto a Laurinda Spear, Andrés Duany, Elizabeth Plater-Zyberk. Esta firma ha construido diferentes edificios en los cinco continentes y su sede mundial está en Miami.
En el 2005, fue elegido director de Inversiones Nacionales de Turismo (Intursa), además de ser también director de Rimac Internacional Compañía de Seguros, la Cementera Melón y de Hoteles El Libertador, pertenecientes a la Familia Brescia.
En 1996, le fue concedido el Premio de Diseño del American Institute of Architects y, en 1998, la medalla de plata por Diseño de Excelencia. Además, en 1992, fue hecho Miembro del American Institute of Architects y, en 1999, fue incluido en el Salón de la Fama de Diseño de Interiores. En el 2000 recibió el Founder’s Award del Centro Salvadori en Nueva York.

## Obras y proyectos
- Torre del Parque, Lima, 2017.
- Torre Banco de la Nación, Lima, 2015.
- Torre Begonias, Lima, 2013.
- Hotel Westin, Lima, 2011.
- The Cosmopolitan Resort & Casino de Las Vegas, 2010.
- Bronx Museum of the Arts, Nueva York (expansión), 2006.
- Aeropuerto Internacional Jorge Chávez (expansión), 2005.
- Dijon Performing Arts Center, Francia.
- JW Marriott Hotel Lima, 2000.
- AmericanAirlines Arena, Miami, 1999.
- Hotel Westin Times Square de Nueva York.
- Banco de Luxemburgo, 1994.
- Center for Innovative Technology, Virginia, 1988.
- Mulder House, Lima, 1984.
- Atlantis Condominium, Miami Vice, 1982.
- Spear House, Miami, 1978.
- Banco de Crédito del Perú (La Molina), 1978.